# Aphanocarpus steyermarkii
Aphanocarpus steyermarkii är en måreväxtart som först beskrevs av Paul Carpenter Standley, och fick sitt nu gällande namn av Julian Alfred Steyermark. Aphanocarpus steyermarkii ingår i släktet Aphanocarpus och familjen måreväxter. Inga underarter finns listade i Catalogue of Life.